# 1953年女子バスケットボール世界選手権
1953年女子バスケットボール世界選手権は、1953年にチリ・サンティアゴで開催されたバスケットボールの国際大会であり、国際バスケットボール連盟主催により行われた初の女子バスケットボール大会である。

## 最終成績
| 1953年世界選手権 優勝国: |
| ------------------------ |
| アメリカ合衆国           |

| 順位 | 国           |
| ---- | ------------ |
| 2    | チリ         |
| 3    | フランス     |
| 4    | ブラジル     |
| 5    | パラグアイ   |
| 6    | アルゼンチン |
| 7    | ペルー       |
| 8    | メキシコ     |
| 9    | スイス       |
| 10   | キューバ     |